# فوکستون
latitudeفوکستونlongitudeفوکستون
فوکستون (به انگلیسی: Folkestone) یک شهرک در بریتانیا است که در جنوب شرقی انگلستان واقع شده‌است.

## خصوصیات
فوکستون ۴۵٬۲۷۳ نفر جمعیت دارد.

## خواهرخوانده
شهر بولوین-سور-مر خواهرخواندهٔ فوکستون هست.